# Еленово (Гомельская область)
Еленово (бел. Яленаў) — посёлок в Кистеневском сельсовете Рогачёвского района Гомельской области Беларуси.
На севере и западе граничит с лесом.

## География

### Расположение
В 15 км на северо-восток от районного центра и железнодорожной станции Рогачёв (на линии Могилёв — Жлобин), 135 км от Гомеля.

## Транспортная сеть
Транспортные связи по просёлочной, затем автомобильной дороге Рогачёв — Старое Село. Планировка состоит из короткой меридиональной улицы. Застройка деревянная, усадебного типа.

## История
По письменным источникам известен с XIX века как селение в Кистенёвской волости Рогачёвского уезда Могилёвской губернии. В 1931 году жители вступили в колхоз. Во время Великой Отечественной войны освобождён 24 февраля 1944 года. 11 жителей погибли на фронте. Согласно переписи 1959 года в составе совхоза «Кистени» (центр — деревня Кистени).

## Население

### Численность
- 2004 год — 11 хозяйств, 15 жителей.

### Динамика
- 1897 год — 10 дворов, 40 жителей (согласно переписи).
- 1925 год — 23 двора.
- 1959 год — 146 жителей (согласно переписи).
- 2004 год — 11 хозяйств, 15 жителей.